# Spansktry
Spansktry (Lonicera pyrenaicum) är en art i familjen kaprifolväxter från Pyrenéerna, nordöstra Spanien och Balearerna. Den växer på kalkstensklippor och blommar i maj-juni. Arten kan odlas som trädgårdsväxt i södra Sverige och klarar -15°C.
Bildar en kvistig bladfällande buske till 100 cm hög. Blommorna blir 12–20 mm långa. Frukten är ett rött bär. Bären är giftiga och ger kräkningar, ansiktsrodnad, överdriven törst och vidgade pupiller.
Två varieteter erkänns:
- subsp. pyrenaicum - har blommor som blir 12–15 mm långa.
- subsp. majoricensis - har större blommor, till 20 mm långa.

## Synonymer
subsp. pyrenaicum
- Xylosteon pyrenaicum (L.) Dum.Cours., 1811
- Euchylia pyrenaica (L.) Dulac, 1867
- Caprifolium pyrenaicum (L.) Lam., 1779

subsp. majoricensis (Gand.) Browicz
- Lonicera pyrenaica var. majoricensis (Gand.) J.J.Pericás & J.A.Rosselló
- Lonicera majoricensis Gand.